# Patrizia Reggiani
Pour les articles homonymes, voir Reggiani et Martinelli.
Patrizia Reggiani Martinelli (née le 2 décembre 1948) connu par le nom de " senora gucci" est l'ex-épouse de Maurizio Gucci. Pendant les années 1980, alors qu'elle est mariée à ce dernier, elle mène une vie de riche mondaine et est considérée comme une personnalité du monde de la mode. À la fin de l'année 1998, elle défraie la chronique après avoir commandité le meurtre de son mari, crime qui est jugé lors d'un procès suivi de près par le public italien.

## Relation avec Maurizio Gucci
Elle naît Patrizia Martinelli à Vignola, province de Modène, en Italie du Nord, d'un père inconnu. Après le mariage de sa mère avec Ferdinando Reggiani, elle est adoptée par ce riche entrepreneur milanais et prend son nom. En novembre 1970, elle rencontre Maurizio Gucci qu'elle épouse le 28 octobre 1972, avec qui elle aura deux filles, Allegra et Alessandra. Le 2 mai 1985, après 12 ans de mariage, Maurizio quitte Patrizia pour une femme plus jeune, prétextant un court voyage d'affaires. Il ne rentre jamais chez lui. En 1991, leur divorce est officiellement prononcé. Dans le cadre de la convention de divorce, Patrizia Reggiani perçoit l'équivalent d'une pension alimentaire annuelle de 500 000 dollars. En 1992, il lui est diagnostiqué une tumeur au cerveau, qui est retirée sans aucune séquelle. Le 27 mars 1995, son ex-mari est tué par balle, à son arrivée au travail, par un tueur à gages qu'elle a engagé,.

## Procès
Le 31 janvier 1997, Patrizia Reggiani est arrêtée et, en 1998, est reconnue coupable d'avoir organisé le meurtre de son ex-mari Maurizio Gucci puis condamnée à 29 ans de prison. Le procès suscite un vif intérêt médiatique. C'est à cette période que Reggiani est devenue connue sous le surnom de « Black Widow » (veuve noire),. Ses filles demandent que sa condamnation soit annulée, affirmant que sa tumeur au cerveau avait affecté sa personnalité. En 2000, une cour d'appel de Milan confirme la condamnation mais réduit la peine à 26 ans. Cette même année, Patrizia Reggiani tente de se suicider en se pendant avec un lacet, mais est secourue à temps.
En octobre 2011, elle se voit offrir la possibilité d'une prison ouverte, mais refuse, déclarant : « Je n'ai jamais travaillé de ma vie, ce n'est pas maintenant que je vais commencer. » Elle est libérée en octobre 2016 après avoir passé 18 ans derrière les barreaux. Cette sortie intervient plus tôt que prévu en raison d'une remise de peine pour bonne conduite.  En 2017, elle reçoit une rente de 900 000 £ de la succession de Gucci. Cela est dû à un accord signé en 1993. Le tribunal a également statué sur un acompte pendant son incarcération, s'élevant à plus de 16 millions de livres sterling. L'ordonnance est rendue contre la succession de son ex-mari, actuellement administrée par ses deux filles, qui devaient faire appel.

## Dans la culture populaire
En novembre 2021 sort le film House of Gucci réalisé par Ridley Scott, relatant le mariage de Reggiani et le meurtre de son ex-mari, dans lequel Lady Gaga interprète son rôle.
En mars 2021, Patrizia Reggiani exprime son mécontentement de ne pas avoir été contactée par Lady Gaga avant que celle-ci accepte le rôle.
Dans la culture populaire, l'expression "faire comme Signora Gucci" s'est imposée pour désigner l'intention d'une femme de mettre fin aux jours de son mari, souvent en réponse à une infidélité ou à une séparation. Inspirée de l'histoire célèbre de Patrizia Reggiani, surnommée la "Veuve Noire" après son implication dans l'assassinat de son ex-mari Maurizio Gucci, cette phrase incarne une vengeance extrême et tragique.